# Wapno (województwo wielkopolskie)
Wapno – wieś pałucka w Polsce położona w województwie wielkopolskim, w powiecie wągrowieckim (25 km na północny wschód od Wągrowca), siedziba gminy Wapno.

## Historia
W latach 1975–1998 miejscowość położona była w województwie pilskim.
Pod wsią zalega wysad solny przykryty czapą gipsową. Znajduje się tu nieczynna głębinowa kopalnia soli kamiennej (zbudowana w latach 1911–1917), zalana w sierpniu 1977 roku przez wody podziemne po katastrofie górniczej. Wówczas również zapadło się kilkanaście budynków mieszkalnych (w tym bloki). W 2006 studenci Politechniki Poznańskiej i Uniwersytetu Brabanckiego opracowali kompleksową koncepcję odbudowy wsi. W dawnej kopalni miało powstać centrum kultury z teatrem i muzeum, a także stadnina koni. Inicjatorem powstania planu i makiety był ówczesny wójt, Andrzej Bąk. Do realizacji projektu nigdy nie doszło.
W kwietniu 2007 roku po 30 latach od katastrofy doszło do kolejnego zapadnięcia się ziemi. 8 października 2010, w wyniku badań geologicznych we wsi powstało następne pęknięcie w ziemi, długie na 18 metrów i szerokie na kilka metrów. Na krótko ewakuowano mieszkańców dwóch okolicznych bloków i przedszkole. Szczelina została zalana mieszanką betonową.
Na terenie byłej kopalni funkcjonuje Przedsiębiorstwo Produkcyjno-Handlowe GIPSICO sp. z o.o., które specjalizuje się w produkcji wyrobów chemii budowlanej, stacja paliw, a w budynku byłego biurowca znajduje się siedziba Urzędu Gminy i poczty.
W miejscowości funkcjonuje Zespół Szkół z salą sportową, który obejmuje szkołę podstawową i gimnazjum, Warsztaty Terapii Zajęciowej, Ludowy Klub Sportowy Unia Wapno. W Wapnie w 2008 oddano na użytek wiernych nowy kościół pw. św. Barbary.
W wyborach samorządowych w 2018 wójtem został wybrany Maciej Kędzierski – uzyskał w pierwszej turze 72,41% głosów.

## Transport
Miejscowość leży na trasie linii kolejowej Nakło nad Notecią – Gniezno (będącej odcinkiem linii kolejowej nr 281). We wsi znajduje się nieużywana stacja kolejowa Wapno.